# Waldorf (Maryland)
Waldorf és una concentració de població designada pel cens dels Estats Units a l'estat de Maryland. Segons el cens del 2000 tenia 22.312 habitants.

## Demografia
Segons el cens del 2000, Waldorf tenia 22.312 habitants, 7.603 habitatges, i 5.991 famílies. La densitat de població era de 674,1 habitants per km².
Dels 7.603 habitatges en un 45,5% hi vivien nens de menys de 18 anys, en un 58,6% hi vivien parelles casades, en un 15,5% dones solteres, i en un 21,2% no eren unitats familiars. En el 14,8% dels habitatges hi vivien persones soles el 2,2% de les quals corresponia a persones de 65 anys o més que vivien soles. El nombre mitjà de persones vivint en cada habitatge era de 2,93 i el nombre mitjà de persones que vivien en cada família era de 3,24.
Per edats la població es repartia de la següent manera: un 30,6% tenia menys de 18 anys, un 7,5% entre 18 i 24, un 36,4% entre 25 i 44, un 20,7% de 45 a 60 i un 4,8% 65 anys o més.
L'edat mediana era de 33 anys. Per cada 100 dones de 18 o més anys hi havia 90,8 homes.
La renda mediana per habitatge era de 68.869 $ i la renda mediana per família de 71.439 $. Els homes tenien una renda mediana de 45.293 $ mentre que les dones 35.386 $. La renda per capita de la població era de 24.728 $. Entorn del 2,7% de les famílies i el 4,4% de la població estaven per davall del llindar de pobresa.

## Poblacions properes
El següent diagrama mostra les poblacions més properes.